# Spigelia rojasiana
Spigelia rojasiana là một loài thực vật có hoa trong họ Mã tiền. Loài này được Kraenzl. miêu tả khoa học đầu tiên năm 1916.